# Cryptocladocera prodigiosa
Cryptocladocera prodigiosa är en tvåvingeart som beskrevs av Mario Bezzi 1923. Cryptocladocera prodigiosa ingår i släktet Cryptocladocera och familjen parasitflugor.
Artens utbredningsområde är Surinam. Inga underarter finns listade i Catalogue of Life.